# Tipula (Lunatipula) dracula
Tipula (Lunatipula) dracula is een tweevleugelige uit de familie langpootmuggen (Tipulidae). De soort komt voor in het Palearctisch gebied.